# Castell de Xawbak

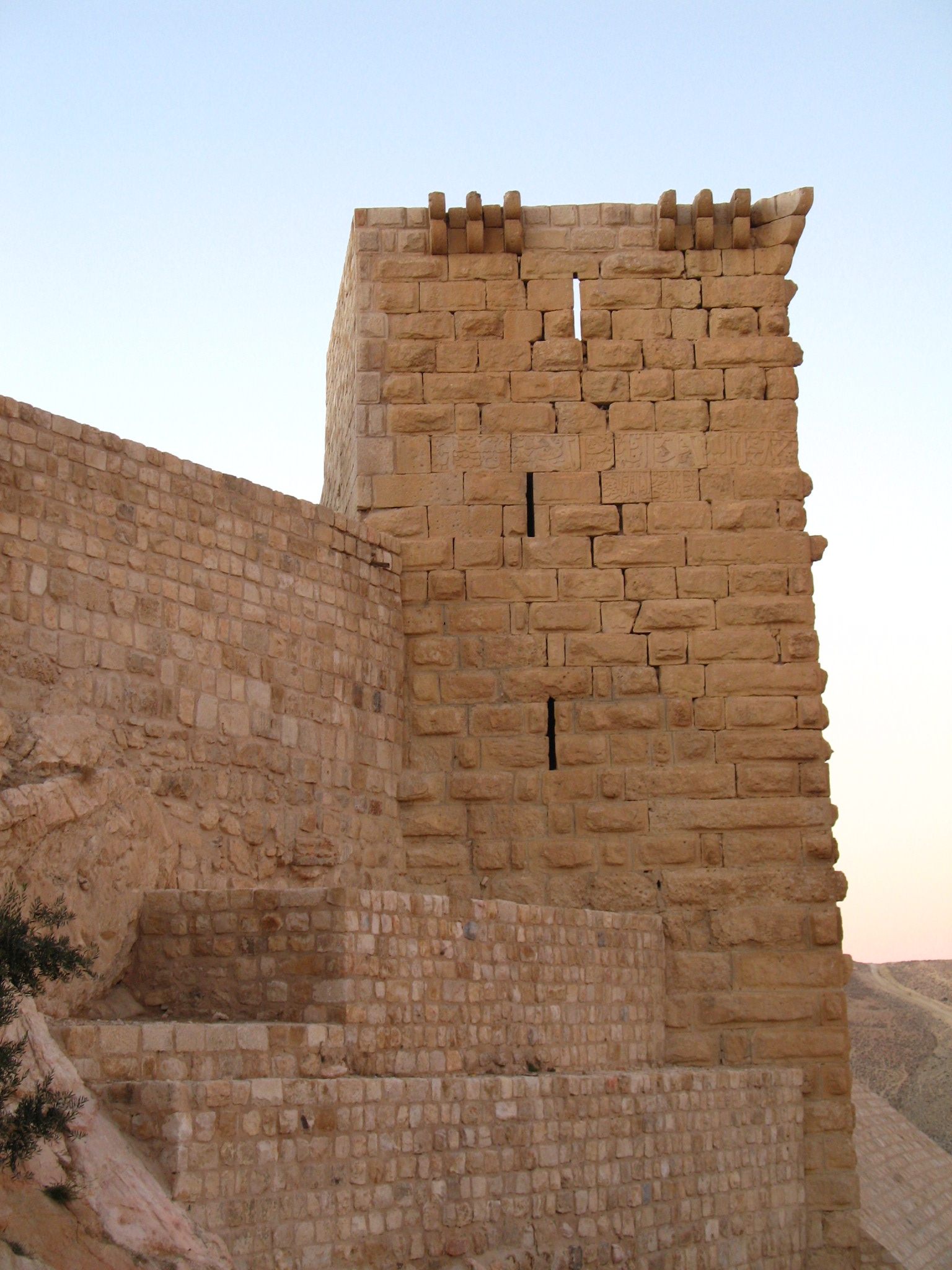
Castell de Shawbak

El castell de Xawbak (àrab: قلعة الشوبك, qalʿat ax-Xawbak), anteriorment conegut com a Mont-real o Mont Reial, tal com el van denominar els seus constructors, d'origen francès és una fortalesa dels croats en el costat oriental de la vall de l'Aravà, sobre una muntanya cònica, amb una esplèndida vista de la vall i al costat de la ciutat moderna de Xawbak, en el camí dels Reis, al sud de Jordània.

## Història
El castell va ser construït el 1115 per Balduí I de Jerusalem durant una expedició a la regió, durant la qual va capturar Àqaba, al mar Roig, el 1116. Originàriament es digué Crac de Mont-real (Mons Regalis en llatí, sempre en honor del rei, ja que la seva traducció és 'muntanya reial').
És estratègicament situat en un turó sobre la plana d'Edom, en la ruta dels pelegrins i les caravanes entre Síria i Aràbia. Això va permetre a Balduí el control del comerç, ja que es necessitava un permís de pas. La terra que l'envolta és relativament fèrtil i es van excavar dos grans dipòsits al turó, amb una escarpada escala que porta a les fonts que hi ha al mateix lloc.
El castell va passar a formar part d'una de les divisions del Regne de Jerusalem, la senyoria de Transjordània, que ocupava les vastes extensions d'Edom i de Moab. El seu primer senyor va ser Roman de Puy, però una revolta contra Folc I de Jerusalem el 1126 (o 1134) va fer que aquell fos exiliat i Paganus (Pagen), majordom de Folc, va passar a administrar la Transjordània, va construir el Crac de Moab el 1142 i el va convertir en el castell fort de la regió. Després, per una qüestió de matrimonis, el castell va passar a mans de Felip de Nablus. El 1177, el govern de la regió va passar a Renaud de Châtillon, quan aquest es va casar amb Estevaneta de Milly. Renaud va usar el castell per a atacar les riques caravanes que arribaven intactes a aquest pas. També va construir vaixells que després portava a la mar Roja, amb la intenció d'atacar la Meca. Això va acabar sent intolerable per al soldà aiúbida Saladí, que va envair el regne el 1187. Després de capturar Jerusalem, va assetjar el castell. Es diu que durant el setge, els seus defensors van vendre les seves dones i nens per menjar, i que es tornaven bojos per la falta de sal. En estar en un turó, Saladí no va poder usar armes de setge, però després de gairebé dos anys el castell va caure finalment en mans de les seves tropes al maig de 1189, i les famílies dels defensors van tornar junt amb aquestos. Més tard, el castell fou capturat pels mamelucs, que el van reconstruir.

## Estructura
Poc queda del castell original dels croats, irregular, amb una amplitud màxima de 175 per 90 metres. Encara que mai ha estat enterament excavat, se sap que hi havia una sèrie de tres murs que romanen parcialment. Queden una església i una capella dels croats, més diversos edificis civils construïts amb pedres d'una pedrera propera. Les torres i els murs estan decorats amb inscripcions gravades que daten de les renovacions dels mamelucs en el segle xiv, però l'interior està en ruïnes. Sota els murs, un suau pendent enllosat envolta el castell. A prop de l'entrada, un pou amb uns 350 relliscosos graons descendeix a una font.